# Xã Walnut Grove, Quận McDonough, Illinois
Xã Walnut Grove (tiếng Anh: Walnut Grove Township) là một xã thuộc quận McDonough, tiểu bang Illinois, Hoa Kỳ. Năm 2010, dân số của xã này là 469 người.